# Britanska Kolumbija
Britanska Kolumbija (angleško British Columbia ali BC, francosko Colombie-Britannique) je ena od desetih kanadskih provinc.
Leži na jugozahodu države, med Tihim oceanom, Skalnim gorovjem in prerijskim območjem, ki se razteza proti vzhodu in sosednji provinci Alberta. Britanska Kolumbija ima približno 5,2 milijona prebivalcev, s čimer je tretja najbolj naseljena kanadska provinca. Njeno glavno mesto je Victoria, največje pa Vancouver, ki je središče metropolitanskega območja s približno 2,6 milijona prebivalcev. Metropolitansko območje Vancouvra je tretje največje v Kanadi. Večina prebivalcev Britanske Kolumbije živi na jugozahodu province in jugovzhodu Vancouvrovega otoka oziroma v Victorii in Vancouvru z okolicama. Nekaj večjih mest, kot so Kelowna, Abbotsford in Kamloops, je tudi v notranjosti južnega dela province. Severni predeli Britanske Kolumbije so zelo redko naseljeni in ne vsebujejo nobenega naselja z več kot 20.000 prebivalci.

## Geografija
Britanska Kolumbija leži na skrajnem jugozahodu Kanade. Na zahodu meji na Tihi ocean in ameriško zvezno državo Aljaska, na severu na kanadski zvezni ozemlji Jukon in Severozahodni teritoriji, na vzhodu na kanadsko provinco Alberta, na jugu pa na ameriške zvezne države Montana, Idaho in Washington. Južna meja Britanske Kolumbije je bila določena s sporazumom iz Oregona leta 1846, vendar je zgodovinska kolonija s tem imenom zajemala tudi ozemlja, ki so sezala do območij znotraj meja današnje ameriške zvezne države Kalifornija.
Površina sedanje Britanske Kolumbije je 944.735 km². Gre za edino kanadsko ozemlje, ki meji na Tihi ocean, kjer je njena obala dolga približno 29.000 kilometrov, predvsem zaradi številnih fjordov in okoli 6500 otokov.
Glavno mesto Britanske Kolumbije je Victoria, ki leži na jugovzhodni konici Vancouvrovega otoka. Večina prebivalstva Vancouvrovega otoka živi v mestu Victoria in okolici. Zahodni in severni predeli Vancouvrovega otoka so večinoma redko naseljeno območje pragozda. S pragozdom so večinoma pokriti tudi celinski predeli ob obali Tihega oceana, severno od mesta Vancouver, ki je največje mesto v Britanski Kolumbiji in leži ob izlivu reke Fraser v Tihi ocean. V mestu Vancouver in okolici živi približno polovica prebivalstva Britanske Kolumbije.
Obalno gorovje je priljubljena turistična destinacija. Tam so številni fjordi in vrhovi, ki so postali znamenitost Britanske Kolumbije. Približno 75 odstotkov površine Britanske Kolumbije zajemajo gorski predeli oziroma vzpetine, katerih nadmorska višina presega 1000 metrov. Približno 60 odstotkov površine te kanadske province je pokrito z gozdovi, medtem ko je orna zemlja redka in predstavlja le okrog pet odstotkov površine Britanske Kolumbije.
Tihi ocean vpliva tudi na notranjost Britanske Kolumbije, kjer je krajina različna. V južnih in osrednjih predelih notranjosti so večinoma gozdovi suhega podnebja in stepske doline, vendar obstajajo tudi gorovja in soteske. Na severu je krajina večinoma kombinacija tajge in subarktične prerije. V višjih gorskih območjih po vsej Britanski Kolumbiji najdemo rastlinstvo, ki je značilno za alpsko podnebje.
V južnih predelih notranjosti Britanske Kolumbije obstaja nekaj vinogradniških regij. Tam ležita tudi mesti Kamloops in Penticton, ki sta med najtoplejšimi mesti v Kanadi. Severno od reke Fraser obstaja nekaj območij, kjer je podnebje še toplejše, krajina pa bolj podobna puščavi. Drugod v notranjosti obstajajo obsežna območja, ki so večinoma pokrita s stepskimi travniki. Ponekod je v nižjih predelih teh krajev razvito kmetijstvo, v višjih pa gozdarstvo.
Severni predeli Britanske Kolumbije so večinoma neposeljeno gorsko območje. Edina večja naselja na severu so vzhodno od Skalnega gorovja in v bližini meje z Alberto, kjer je krajina prerijska. Največji mesti v severni polovici notranjosti Britanske Kolumbije sta Fort St. John in Dawson Creek.